# Steven Gardiner
Steven Gardiner (Moore's Island, 12 settembre 1995) è un velocista bahamense, campione olimpico dei 400 metri piani a Tokyo 2020 e campione mondiale a Doha 2019.
Nel suo palmarès vanta anche una medaglia d'argento vinta ai mondiali di Londra 2017 e una medaglia di bronzo nella staffetta 4×400 metri ai Giochi olimpici di Rio de Janeiro 2016. È inoltre detentore del record nazionale dei 400 m piani con il tempo di 43"48, stabilito in occasione della sua vittoria ai Mondiali del 2019.

## Biografia
Ai mondiali di Pechino 2015 non va oltre le semifinali dei 400 metri piani, mancando di poco la qualificazione. Si rivela invece sfortunata la staffetta 4×400 m, con la squadra bahamense (composta oltre a lui da Michael Mathieu, Alonzo Russell e Ramon Miller) squalificata già in batteria.
Nell'agosto del 2016 vince la medaglia di bronzo nella staffetta 4×400 metri maschile dei Giochi olimpici di Rio de Janeiro 2016, assieme ai compagni di nazionale Alonzo Russell, Michael Mathieu e Chris Brown. A livello individuale gareggia anche nei 400 m piani, fermandosi in semifinale con un tempo di 44"72.
Il 6 agosto 2017 vince la semifinale dei Mondiali di Londra 2017 con il nuovo primato nazionale di 43"89. In finale, due giorni dopo, si deve però arrendere al campione mondiale Wayde van Niekerk (43"98), piazzandosi secondo a 44"41, davanti al terzo classificato Abdalelah Haroun (44"48).
Ai Mondiali di Doha 2019, Gardiner vince i 400 m piani, siglando il record nazionale in 43"48. A Tokyo 2020, il bahamense si laurea campione olimpico dei 400 m piani.

## Progressione

### 200 metri piani
| Stagione | Tempo | Luogo        | Data      | Rank. Mond. |
| -------- | ----- | ------------ | --------- | ----------- |
| 2023     | 20"14 | Gainesville  | 31-3-2023 |             |
| 2022     | 20"28 | Carolina     | 18-3-2022 |             |
| 2021     | 20"24 | Carolina     | 19-3-2021 |             |
| 2020     | 19"96 | Clermont     | 25-7-2020 |             |
| 2019     | 20"04 | Coral Gables | 13-4-2019 |             |
| 2018     | 19"75 | Coral Gables | 7-4-2018  |             |
| 2016     | 20"63 | Nassau       | 30-4-2016 |             |
| 2015     | 20"69 | Gainesville  | 3-4-2015  |             |
| 2014     | 20"66 | Nassau       | 5-4-2014  |             |

### 400 metri piani
| Stagione | Tempo | Luogo          | Data      | Rank. Mond. |
| -------- | ----- | -------------- | --------- | ----------- |
| 2023     | 43"74 | Székesfehérvár | 18-7-2023 |             |
| 2022     | 44"21 | Parigi         | 18-6-2022 |             |
| 2021     | 43"85 | Tokyo          | 5-8-2021  |             |
| 2019     | 43"48 | Doha           | 4-10-2019 |             |
| 2018     | 43"87 | Doha           | 4-5-2018  |             |
| 2017     | 43"89 | Londra         | 6-8-2017  |             |
| 2016     | 44"46 | Nassau         | 25-6-2016 |             |
| 2015     | 44"27 | Nassau         | 26-6-2015 |             |

## Palmarès
| Anno | Manifestazione  | Sede           | Evento        | Risultato  | Prestazione | Note                                     |
| ---- | --------------- | -------------- | ------------- | ---------- | ----------- | ---------------------------------------- |
| 2014 | Mondiali U20    | Eugene         | 200 m piani   | Semifinale | 20"89       |                                          |
| 2014 | Mondiali U20    | Eugene         | 4×400 m       | 6º         | 3'08"08     |                                          |
| 2015 | World Relays    | Nassau         | 4×400 m       | Argento    | 2'58"91     | Miglior prestazione personale stagionale |
| 2015 | Mondiali        | Pechino        | 400 m piani   | Semifinale | 44"98       |                                          |
| 2015 | Mondiali        | Pechino        | 4×400 m       | Batteria   | dq          |                                          |
| 2016 | Giochi olimpici | Rio de Janeiro | 400 m piani   | Semifinale | 44"72       |                                          |
| 2016 | Giochi olimpici | Rio de Janeiro | 4×400 m       | Bronzo     | 2'58"49     |                                          |
| 2017 | World Relays    | Nassau         | 4×400 m       | 13º        | 3'08"29     |                                          |
| 2017 | World Relays    | Nassau         | 4×400 m mista | Oro        | 3'14"42     |                                          |
| 2017 | Mondiali        | Londra         | 400 m piani   | Argento    | 44"41       |                                          |
| 2019 | Mondiali        | Doha           | 400 m piani   | Oro        | 43"48       | Record nazionale                         |
| 2021 | Giochi olimpici | Tokyo          | 400 m piani   | Oro        | 43"85       | Miglior prestazione personale stagionale |
| 2023 | Mondiali        | Budapest       | 400 m piani   | Semifinale | dnf         |                                          |
| 2024 | World Relays    | Nassau         | 4×400 m mista | Batteria   | 3'14"86     |                                          |

## Campionati nazionali
- 6 volte campione nazionale dei 400 m piani (2015, 2016, 2017, 2019, 2021, 2022)
- 1 volta campione nazionale della staffetta 4×400 m (2021)

2015
- Oro ai campionati bahamensi assoluti (Nassau), 400 m piani - 44"27

2016
- Oro ai campionati bahamensi assoluti (Nassau), 400 m piani - 44"46

2017
- Oro ai campionati bahamensi assoluti (Nassau), 400 m piani - 44"66

2019
- Oro ai campionati bahamensi assoluti (Nassau), 400 m piani - 44"90

2021
- Oro ai campionati bahamensi assoluti (Nassau), 400 m piani - 44"52
- Oro ai campionati bahamensi assoluti (Nassau), staffetta 4×400 m - 3'02"87

2022
- Oro ai campionati bahamensi assoluti (Nassau), 400 m piani - 45"22